# Természetgyógyászat
A természetgyógyászat az ember természetes öngyógyító képességének segítésével és a természetben megtalálható anyagok gyógyító hatásaival, alkalmazásával foglalkozó irányzatok összefoglaló neve. Az alternatív gyógyászat domináns részhalmaza, és a komplementer gyógyászat alapvető metszeteit képviseli.

## Története
A természetes gyógyítás valójában idősebb az embernél. Az állatok viselkedésének megfigyelése során számtalan olyan tapasztalatot rögzítettek, ahol valamilyen állatfaj a gyógyulás szándékával keres fel speciális helyet, vagy táplálkozik szokásaitól eltérő módon.
A természetes gyógymódok legrégebbi feljegyzett forrásai keletről származnak. A hagyományos kínai orvoslás és az indiai Ájurvéda évezredes múltra tekintenek vissza.
- i. e. 1500 Ebers-papirusz: A közel 20 m hosszú 110 oldalnyi papirusztekercset valószínűleg az Újbirodalom korai korszakában jegyezték le. Egyes szerzők szerint az asszasszifi sírból származik, ahol a sebészeti jellegű Smith-papiruszt találták. Edwin Smith mindkettőt egyszerre vásárolta meg 1862 körül egy luxori régiségkereskedőtől, majd a hosszabb papiruszt 1872-ben Georg Ebersnek adta el, akire a mai elnevezés utal. Ebers először 1873-ban tette közzé. A papirusztekercs máig az egyiptomi orvoslás történetének egyik legjelentősebb forrása.[4]
- i. e. 624-545 Milétoszi Thalész filozófus, természettudós, csillagász. A vizet minden létező forrásának tekintette. Véleménye szerint ez az eredendő ősanyag „arché”, amelyből minden más anyag és élőlény is keletkezik. Az istenekre a világot mozgató elemekként utalt. Tanítványa Anaximenész (i. e. 580-520) Az őselemek filozófiájának megalkotója. Véleménye szerint a levegő sűrűsödésével keletkezik a víz, majd a föld, és a kő. később Theophrasztosz említi, hogy Anaximenész nem úgy gondolta, hogy a világ dolgai közvetlenül a levegőből épülnének fel, hanem vannak bizonyos alapformák (tűz, levegő, szél, felhő, víz, kő stb.).[1]
- i. e. 570-500 krotoni Alkmaion orvos, filozófus. Az első ismert orvos, aki feljegyezte a betegségek „természetes” és „tudományos” értelmezését. Ismerte hogy a betegségek gyakran túlzott, vagy nem kielégítő táplálkozásból is fakadhatnak. A betegségeket őselem egyensúlyi értelmezésként is magyarázta. Az állatok boncolásával már komoly anatómiai és szervi működési elveket sikerült azonosítania.
- i. e. 500-430 Empedoklész görög filozófus, orvos, vallási tanító. A Természetről és a Tisztulások című művek mellett készített egy hatszáz soros orvosi értekezést. Világképében a négy őselem mellett megjelenik az univerzum mozgatórugói között a (Jin-jang-ra emlékeztető) szeretet és a viszály. A korai pszichológia első tanulmányait a megismerésről és az érzékelésről Empedoklésznek köszönhetjük. Kortársa Anaxagorasz (i. e. 500~425) Periklésszel és Euripidésszel közösen kialakított anyagmegmaradás és létrészecske világképpel jelentősen hozzájárultak a kor tudományos és orvosi fejlődéséhez. A homoiomeria ‑ „minden megvan mindenben” anyagértelmezés úttörői voltak.
- i. e. 460-377 Hippokratész a gyógyítás történetének legismertebb alakja. A mai orvosi gyakorlat és az alternatív gyógyászat is használja, idézi klasszikus tanításait, elveit és intelmeit. A Hippokraticum corpusként ismert, 60 részes monográfia-sorozatban kidolgozta és leírta az orvosi oktatás és gyógyítás legeredményesebb tételeit. A természetről ezt írta: „A természet orvos a betegségek ellen. A természet mindig megtalálja az eszközöket és az utakat ... nevelés nélkül, s anélkül hogy, tanulta volna elvégzi kötelességét...” Hippokratész a tudományos vizsgálódás, és az empirikus gyógyítás híve volt. Azt tanította, hogy „az embernek önmagát is össze kell szednie, ha az isteneket hívja”.[1]
- i. e. 124 Aszklépiadész (orvos) elmélete szerint elemi részecskékből állunk, amelyet atomnak (oszthatatlan) nevezett. Az elemi részecskék keringenek, áramlanak bennünk. A betegségek egy része ezen áramlás akadályozottságából ered.
- i. sz. 1. sz. Aulus Cornelius Celsus Tiberius császár uralkodása idején Rómában élt és gyógyított. A De Medicine című orvosi enciklopédiájában összefoglalja az orvoslás előtörténetét. Ajánlásaiban a fürdők különböző lehetőségeit említi. Az olajfürdő és a gyógyfüves fürdők korában viszonylag új módszernek számítottak.
- i. sz. 129-199 pergamoni Galénosz (Claudius Galenus) i. sz. 159-ig orvosnak tanult. Egy Aesculapius-szentély gladiátoriskolájának orvosaként, gyakorlott sebésszé vált. I. sz 164-ben költözött Rómába. Előadásokat tartott és szemléltető állatkísérleteket mutatott be. Hamarosan híres orvos lett. Támadta a római iskolákat, ezért 168-ban el kellett hagynia az Örök várost. 169-ben visszatért, és Marcus Aurelius, Commodus, Pertinax és Septimius Severus családok udvari orvosa lett. Véget akart vetni az orvosi iskolák ellentmondásainak, ezért összegezte az orvosi irodalmat, s a hagyományos orvostudománnyal ötvözte megfigyeléseit és eredményeit. Rendszere, a galenizmus 1500 esztendőn át vezérelte az orvoslást, és az orvostudomány megszemélyesítője volt. A Galénusi készítmények elnevezést a gyógyszerészetben a mai napig használják.[5]
- Az i. sz. 325-i Niceai zsinat, keresztény caritasként jegyzett határozata tette lehetővé a szerzetesi rendek gyógyításra történő berendezkedését, illetve keresztény kórházak alapítását. i. sz. 480-560 Nursiai Szent Benedek A Benedek‑rend (529) megalapítója. A középkori szerzetesi medicina, és oktatás úttörői közé tartozik. I. sz. 795-ben a lorsci Benedek rendi kolostorban ismeretlen szerző fordította le a Brambrorgi Codex manuscriptus medicinális I a VI. gyógyszerkönyvet. A könyv a növényi hatóanyagok olcsóbb helyettesítőit, fontos dietétikai javallatokat és havi, évszaki szabályokat tartalmazott. Walahid Strabo (809-849) 24 különböző gyógynövényt írt le költemény formában.
- A Salernói orvosi iskolát 850 körül alapították. Virágkorát 1150-1180 között élte. A salernói orvosi könyv: De conservanda valetudine (Az egészség megőrzése); más címe: Flos medicinae vel regimen sanitatis salernitanum (Az orvostudomány virága avagy az egészség salernói rendtartása), amely a későbbi évszázadokban kétszáznál több kiadást ért meg. Szerzője valószínűleg Giovanni Milanese volt. Petrus Musandinus, Afflacius, Johannes Platearius, Archimatthaeus, Maurus, Urso is az iskola kötelékébe tartoztak. A salernói iskola tanácsai népszerűek voltak. Kovachich József Miklós jeles jogtörténész (1798–1878) jelentetett meg, 1821-ben, Budán Scholae Salernitanae praecepta conservandae valetudinis (A salernói iskola utasításai az egészség megőrzésére) címmel egy orvosi szöveggyűjteményt. A középkori orvosi gyógymódok nagymértékben a természetgyógyászati elvet alkalmazták.[6]
- Abu Ali al-Huszajn bin Abdallah ibn Szína (980-1037) ismertebb nevén Avicenna Perzsa származású orvos, filozófus, fizikus. 10 évesen kívülről tudta a Koránt. 16 évesen már részt vesz a szultán gyógyításában. 450, különböző témájú könyvet írt. Híresebb könyvei: A gyógyítás könyve, Canon Medicinae. Utóbbit évszázadokig tankönyvként használták, amelyben több mint 800 féle hatóanyagot ír le a kamillától a gombakezelésekig. A Canon Medicinae több mint 30 kiadást ért meg. A legjobbnak tartott latin fordítást 1652-ben adták ki.
- Theoprastus Philippus Aureolus Bombastus von Hohenheim (1493-1541), ismertebb nevén Paracelsus Einsiedelben született. Apja orvos volt, aki fiát a leghíresebb orvosi iskolákba járatta. majd Ferrarában avatták az orvostudomány doktorává. Salzburgban és Strasbourgban már professzor. Baselben a tanítványait nem szokványos módon latinul, hanem anyanyelvükön tanította. A természet gyógyerejét hirdeti és az Archeus elnevezésű gyógyító erőben hisz. A múlt medicinájáról lesújtóan ítélkezik, a tanítványai előtt régi orvosi könyveket éget. A kortárs medicina ezt nem hagyja annyiban; menekülnie kell. A Paracelsus nevet veszi fel (Celsusra utalva). Élete utolsó 12 évét vándorgyógyítóként éli, amelyben már új nevén szerez tapasztalatokat és hírnevet magának. „A természet minden betegség belső orvosa, amely az embernek már fogantatásakor megadatik” – írta. „A külső orvosnak csak akkor kell beavatkoznia, ha a vele született gyógyító alul maradt a harcban.” A só, a higany, és a kén keverékeit gyakran alkalmazta. Súlyos lelki válságban, 48 évesen, szegényházban halt meg.[1] Tanulmányai, eredményei halála után felértékelődtek.
- Johan Baptista van Helmont (1577-1644) flamand természettudós orvos. A pulzusdiagnosztika úttörője. A De magnetica vulnerum curatione című munkájának 37. fejezetében írja, hogy hétféle pulzus tapintható az emberi testen: kettő a nyakon, kettő a csuklókon, kettő a bokáknál és egy a szívnél.[7] Az emésztésről szóló írásaiban a bélcsatornát funkcionálisan hat különböző részre osztja. Az akkor még ismeretlen enzimek működését már meglepő pontossággal körülírja. Vitáiban érvel az emésztés akkor még szintén ismeretlen mikrobiológiai működési elve mellett.
- John Floyer (1649-1714) angol orvos, író. Tanulmányait Oxfordban végezte. A korabeli jegyzetek szerint a pulzus mérésének gyakorlatát ő vezette be. A hidegvizes fürdő hasznosságát többször bizonyította és orvoskollégái számára is ajánlotta leveleiben.[8] Írásaiban, esszéiben a vallási motívumok is jellemzőek. Szülővárosa Litchfield közelében híres balneoterápiás központot hozott létre. Gyakran hivatkozott Hippokratész ajánlásaira.[1]
- Christoph Wilhelm Hufeland (1762-1836) Németországban Türingia tartományban Langensalzában született. Nagyapja és apja is orvosok voltak a weimari udvarnál. Hufeland orvosi tanulmányait Jénában és Göttingenben végezte, 1783-ban avatták doktorrá. 1793-ban már orvos-professzor a jénai egyetemen. Ekkor lett a weimari udvar háziorvosa. Később III. Frigyes Vilmos porosz király háziorvosa és a berlini Charitében professzor. Hufeland a természetgyógyászat harcosa. A szervezet öngyógyító tézisének meggyőződéses híve. Az Enchiridon medicum című orvosi kézikönyv elején írja: „Natura sanat medicus curat morbos”. ‑ Az orvos adja a gyógyszert, a természet gyógyít. Tanári szerénysége és fogékonysága a népi gyógyászat iránt kivételes. Udvari megbízatásai ellenére a közegészségügy harcosa. 1815-től a vízgyógyászat felé fordul. Az utókúra kifejezést ő vezeti be.[1] Németországban a Hufeland-díjat a kiváló gyógyítói sikerekért adják.
- Samuel Hahnemann (1755-1843) Meißenben született. A kitűnően tanuló gyermek, a háború és a szegénység miatt csak támogató segítségével tanulhatott tovább, a Szent Afrában. Sikerült Lipcsébe, majd a Bécsi orvosi egyetemre is bekerülnie. Lipcsében többek között Ernst Platner törvényszéki orvos előadásai hallgatta, aki gyakran hivatkozott Georg Ernst Stahl (1659-1734) eredményeire. 1779-ben avatták doktorrá. Bécsben Mária Terézia háziorvosa. Az orvosi tanulmányaihoz szükséges pénzt természettudományi és orvosi írások fordításával kereste meg. 1790-ben Cullens materia medica c. művének fordítása során találta a kínafakéregről azt a bejegyzést, hogy az anyag maláriaellenes hatása a gyomorerősítő befolyáson alapul. Hahnemann egyik előző vándorútján önmagán próbálta ki a kínafakérget és egyértelműen arra a következtetésre jutott, hogy az minden esetben két-három órás lázat okozott. „Abbahagytam és egészséges lettem!” ‑ írta. 1810-ben megírja „Az észszerű gyógyítás organonja” című művét. 1812-ben magántanár a lipcsei egyetemen. Élete későbbi szakaszában francia feleségével Párizsba költözött, ahol 88 évesen hunyt el. A homeopátia mellett, és ellen számos egyetemi orvos‑tanár és szakértő harcolt már az elmúlt évszázadok során. 1928 októberében Németországban betiltották, majd 1939-ben a Birodalmi Egészségügyi Hivatal sikeres silicea C3 kísérlete hozott átmeneti szemléletváltást.[1] Ma a homeopátiás anyagok forgalmazási engedélyei a placebo‑ekvivalencia okán lehetségesek. A méregjelzésű hatóanyagok forgalmazásáról, gyógyászati használatáról, szóló törvények semmilyen más lehetőséget nem engednek meg. A mérgezés esélyét teljesen ki kellett zárni.[9][10] A homeopátia jelenleg már az alternatív gyógyászat engedélyezett eszköze. Tény hogy a merkaptán 1:1 000 000 000 (abszolút placebo)-arányban szagingert kelt. A kénsav 1:100 000 hígításban savanyú. A homeopátiás szerekkel kapcsolatban a neuro-immunológia egyik jövőbeli feladata lesz, hogy immunrendszerünk ilyen értelmű vegyi érzékenységét illetve a stimuláció tényszerű értékeit tisztázza vagy cáfolja. A homeopátia gyakori áltudományos besorolása kutatói, orvosi körökben is heves viták forrása.
- Eucharius Ferdinand Christian Oertel (1765-1850) Streitbergben született (ma Oberfranken). Édesapja pap volt és fiát Erlangenbe küldte, ahol teológiai tanulmányait végül nem fejezte be. Még a teológia vizsga előtt heves vitákba keveredett az egyházi hatóságokkal. 1789-ben filológiából doktorált. Gyakori fejfájásai arra késztették, hogy valamilyen eredményesebb orvost illetve kúrát keressen. Boerhave előadását hallván ő is kipróbálta magán a hidegvizes kúrákat. 1804-ben akadt a kezébe Johann Siegmund Hahn doktor könyve: A friss víznek az ember testére gyakorolt erejéről és hatásáról. 1826-ban egy tanulmányt írt a De aquae frigidae usu Celsiano címmel. A kortárs Hufeland egyik újságcikkében elutasította. Saját és Baráti körében elért sikerei azonban arra késztették hogy folytassa ezt az irányt. További kiadványok után végül 1932-ben barátaival megalakította a Vízgyógyászati Egészségi Egyesületet, amely egész Németországra kiterjedt. 1838-ban könyvet ír a korai gyermekhalandóságáról. Élete utolsó éveiben a gyógyintézményi sikereit Prießnitz hírneve némiképp elhomályosította. 1850-ben, balesetben halt meg.[1]
- Vincenz Prießnitz (1799-1851) Gräfenbergben (jelenleg Csehországhoz tartozik Lázně Jeseník néven) született, a Szudéta-hegységben. Gyermekéveit egy tanyán élte. Sokat járta a vidéket és a természet apró jeleit, kiváló emlékezőtehetsége révén korán megértette és megtanulta. Egyik alkalommal egy őzet figyelt meg, amely a bénult lábát a patak hideg vízében megmártogatta. A jelenet több napon keresztül ismétlődött, míg az őz meg nem gyógyult. A tanyasi parasztfiú először csak az arra tévedt, esetenként sérült embereket gyógyította. Szándéka ellenére is nagy hírnévre tett szert. Többször jelentették fel sarlatánság vádjával, de az ellene folyó vizsgálatok rendre ellentétes eredményt hoztak. A kezelésekért nem kért fizetséget. 1831-ben kérelmet nyújtott be egy gyógyfürdő létrehozására. Ezt akkor még szó szerint csak a testi tisztálkodás céljából engedélyezték neki. 1837-ben egy orvosi bizottság szakvéleménye alapján kapta meg a Vízgyógyintézet üzemeltetésének jogát. A „Vízdoktor” ekkorra már nemzetközi hírnevet szerzett és az érdeklődő orvosokat tanította. A hidegvízkúra 56 féle módszerét alkalmazta[11] Prießnitz 1851. november 28-án halt meg. A javában virágzó intézetet hűséges orvostanítványa, dr. Schindler vette át. Társai Winternitz és Hirb boroszlói tanárok lettek. Kevesen tudják, hogy Prießnitz három lánya Magyarországon élt: Berta – Dessewffy Pál és Zsófia – aki Ujházy József valamint Teréz, aki Ujházy Albert felesége volt.[12]
- Sebastian Kneipp (1821-1897) a bajor Stefansriedben született. 23 évesen a katolikus papnövendék a tüdőbaja miatt próbálta ki magán a J. S. Hahn könyvéből olvasott módszert. 1852-ben szentelték pappá. Saját, sikeres gyógyítási módszereket alakított ki, amely által világhírű gyógyítóként tisztelték. Irigyei vádaskodása ellen a bíróság felmentette, sőt később elnyerte a monsignore egyházi fokozatot is.
- Arnold Rikli (1823‑1906) svájci természetgyógyász-orvos alapította a mai Szlovéniában, 1855-ben azt a szanatóriumot, ahol a napfényt és a vízgyógyászat eredményeit együttesen alkalmazták. 1877-ben Downes és Blunt, a két angol tudós közzétette felfedezését, amely szerint a napsugárzásnak baktériumölő hatása van. A magas hegyekben a nap sugárzási energiája nagyobb, és az ibolyántúli sugárzás erősebb, mint az alsóbb fekvésű területeken. Felfedezésük új lendületet adott a hegyvidéki helio- és klímaterápiás szanatóriumok építésének. A magaslati szanatórium a 20. sz. első felének egyik jellemző társadalmi terévé vált Európa-szerte. A TBC-s betegek napfürdőztetése a penicillin feltalálásáig szinte a legeredményesebb módja lett a betegség kezelésének. Bucsányi Gyula orvos Veldes-ben és Nápolyban egyetemi kutatások keretében tanulmányozta a napkúra lehetőségeit. „A napfény gyógyhatása és a napfürdő.” címmel tett közzé sikeres könyvet 1907-ben, amely több kiadásban is megjelent.[13]

## Tudomány és Természetgyógyászat
1982-ben a British Medical Association (BMA) kongresszusán Wales hercege, egyik mondatával indította el azt a változást, amely néhány év alatt gyökeresen átformálta az alternatív gyógyászat megítélését. Angliában 1993 ban elindult az a kutatás, ahol a különböző nemzetek hagyományos gyógyászati módszereit gyűjtik össze és vizsgálják hatékonyságukat. A memorandum szövegéből: „A COST projekt célja, hogy előmozdítsa a nemzetközi együttműködést a hagyományos gyógyászatra irányuló kutatásban. A kutatást a költség-haszon arány javítása, a közegészségügyi kockázatok csökkentésének szándéka, és a társadalmi-kulturális értékek és igények újraértékelése hívta életre...” Többek között ez a kutatás is hozzájárult a természetgyógyászat európai jogi kialakításához. 1997-ben Magyarországon is bevezetésre került az új egészségügyi törvény, amely lehetővé tette az alternatív gyógyászat gyakorlását.

## Placebohatás
A gyógyászatban a placebohatás jegyzett teszt‑módszer, fogalom illetve paradoxon. A latin eredetű szó eredeti jelentése „tetszeni fogok”. Jogállása néhány fórumon ma is vitatott a páciens esetleges megtévesztése miatt, ugyanakkor a tiltása hátrányt okozhatna azok körében akik a placebohatás esetén is hajlamosak a gyógyulásra. A jogi megoldás az hogy a pácienst a próba után tájékoztatják a placebo alkalmazásának tényéről. Néhány alternatív gyógyászati formát a placebo‑ekvivalencia okán engedélyeztek illetve a „nem orvosi” gyógyító eljárások egyik fő engedélyezési kritériuma hogy „ne ártson”. A hatástanilag és kémiailag placebónak minősített anyagok és eljárások nem azonosak a „hatástalan anyag” és „csalás” minősítéssel. A placebónak jegyzett szilícium-dioxid például bizonyítottan enyhe antituberkulotikus hatással is rendelkezik. A szilícium (Si) tartalmú kovaföld mikrobiológiai hatása: sterilizáló. A placebo minősítésnek nem kritériuma, hogy kémiailag közömbös legyen. Placeboreaktor vagy Placeboreszponder az a személy aki a hatástalan anyag beadására észlelhető állapotváltozással reagál.

## A terápiás módszerek csoportosítása
A természetgyógyászok által alkalmazott, vagy javasolt terápiás módszerek természetessége nem minden esetben jelenti a természetben előforduló anyagokat. Ide sorolhatók a szervezet öngyógyító folyamatait segítő módszerek és eszközök legtöbbje is.

### Hoff-féle terápiás elvek
- Antagonizmuson alapuló terápia.(ellenanyagok, természetes antibiotikumok...stb.)
- Szinergizmuson alapuló terápia.(összegző – komplementer hatások...stb.)
- Cserehatáson alapuló terápia (Hippokratészi elv: „Ami szoros – lazítani, ami laza – szorítani”)
- Kompenzáción alapuló terápia. (kiegyenlítés – pótlás)
- Vegetatív áthangoláson alapuló terápia. (pl. a létfenntartó idegrendszert megnyugtató módszerek)
- Funkcionális terápia. (célorientált szervrendszeri terápia)
- Vegetatív ritmikával foglalkozó terápia. (életmód terápia, bioszféra rezonancia...stb.)

### A gyógyítási módszerek őselem típusú felosztása
- Víz típusú terápiák (thalasso, balneo, hidroterápia...)
- Levegő típusú terápiák (aroma, klíma, mozgás, pszichoterápiás módszerek...)
- Tűz (Infra, hő, UV, CdS, napfürdő energia...)
- Föld típusú terápiák (agyag, iszap, ásványok, só ...)[19][20]
- Némely irányzatban elkülönül a fém (Ezüst, vas, réz, arany...)[21]

## Ismertebb terápiák
- Hidroterápia

- Bioklimatológia

- Thalasszoterápia

- Balneoterápia

- Termoterápia

- Fényterápia

- Koproterápia

### Roboráló hatású terápiák
- Dietétika
- Vitaminkúrák, Ortomolekuláris gyógyászat
- Antioxidáns terápia

### Szimbiózisterápia
- Apiterápia A méhek által előállított anyagok terápiás használata...

- Fitoterápia (Gyógynövény terápia)

- Aromaterápia Bach-virágterápia

- Ásványok (belső anyagcserére ható és külső radiológiai vagy egyéb hatások)

- Orgon terápia A sugárzó kövek készüléke[22]

- Légzésterápia[23]

- Sóterápia

- Inhalációs terápia (népi gyógyászatból)[24][25]

- Pszichoterápia (Autoszuggesszió, viselkedés~, averziós~,Őskiáltás~,Kognitív~, Gestalt~)

- Agykontroll (Silva módszer)

- Újraszületés terápia (újjászületés~)[26][27]

- Mesmer-féle pszicho-magnetizáció. Franz Anton Mesmer (1734 – 1815) Életéről film készült.[28][29]

- Hangmasszázs terápia[30]

- Mikrobiológiai terápiák[31]

### Művészethez kapcsolódó terápiák
- Vizuálterápia[32][33]

- Zeneterápia

- Élményterápia[34][35]

- Állatokkal gyógyítás[36]

### Mozgásterápiák
- Gyógytorna (Alexander technika, légzésterápia, Joseph Heller űrkutató módszere1978)

- Feldenkrais módszer[37] Moshe Feldenkrais (1904-1984) Tanár. Az általa kifejlesztett mozgásterápiás módszer elsősorban a rehabilitáció, a pszichoszomatikus klinikák, valamint a trauma kezelés támogatására hatékony.

- Tajcsicsuan (Diagnosztikus gyógytorna is egyben)

- Érintés terápia (craniosacralis terápia)[38]

- Kiropraktika „Csontkovácsolás”: Andrew Taylor Still 1828-1917 
A csontokat gyógyító atya, a rabszolgatartás eltörlésének harcosa. Orvosként végigszolgálta az 1861-ben kirobbant amerikai polgárháborút. Felesége betegségben halt meg, három gyermekét megölték. 1850-ben a Baker Egyetemen próbálta bemutatni és engedélyeztetni az általa kifejlesztett csont-kezelési módszert. Ekkor még elutasították. Hosszas vándorlás és próbálkozások után 1874-ben visszatért Macon-ba (Missouri) és egy évvel később sikerült elfogadtatni a technikáját amellyel több reménytelen beteget sikerült meggyógyítania. A csontkovácsolás elnevezést 1885-től kapta. Kirksville-ben 1892-ben, egy kétszobás kocka épületben alakítottak ki egy iskolát, ami hamarosan híressé vált.[39] Élete és munkássága példaértékű. Daniel David Palmer 1845-1913)[40][41]

- Gyógymasszázs Viszonylag újnak számít a Maori-masszázs. 1990-ben Hemi Fox Dániában létrehozott egy gyógyító intézetet és divatba hozta ezt a módszert is.[42]

- Bioenergetika

- Antropozófus orvoslás[43] (Rudolf Steiner 1861-1925)

### Ingerhatáson alapuló terápiák
- Akupunktúra[44]

- Akupresszúra

- Reflexológia

- Fül-akupunktúra

- Thai-masszázs

- Kineziológia alapú terápia

- Fájdalomterápia[45]

### Energia terápiák
Reiki
Pránanadi
Ájurvéda (Váta, Pitta, Kapha)
Jóga (meditáció és mozgásterápia)

### Speciális terápiák
- Soft laser technikával segített sebgyógyítás, roborálás Mester Endre 1903‑1984 professzor[46] felfedezése 1967)
- Homeopátia – Naturopátia Allopátia (Samuel Hahnemann)

- Auraterápia (látható mágnesség, Szemjon Kirlián és felesége Valentyina)[47]

- Moxaterápia (moxibusztio, köpölyözés)

- Mágnes terápia
- Elektroterápia (ingerlés, stimuláció)

- Hidegterápia[48]

- Baunscheidt módszer 
Carl Baunscheidt (1809-1873) Vestfáliában, Hagen mellett fekvő családi birtokukon született. Kereskedelmi iskolái után kertészetet majd kémiát, fizikát és mechanikát tanult. Bonn-Endenichbe költözédekor már képzett mechanikus és kerékgyártó. 1848-ban a jobb karját egyre súlyosabb köszvény és bénulásos tünetek gyötörték. Az orvosi szerek és kúrák nem segítettek. Egyik nap arra ébredt, hogy a szabadon hagyott bénult karját a szúnyogok összecsipkedték. A csípések és valószínűleg az eredeti betegség összhatására bevörösödő lázas duzzadt karja elkeserítő látvány volt. Másnapra Carl tünetei megszűntek. A karja mozgott. Az eset az orvosa számára is meghökkentő volt. A váratlan siker Carlt arra ösztönözte hogy elkészítse az általa életébresztő szerszám-nak nevezett készüléket. A szerszám tűszúrásokat ejtett amelyet erotonolajjal (oleum Baunscheidtii) kentek be. 1849-ben már Carl Wilhelm Wutzer (1789‑1858) a Bonni sebészeti tanszék vezetője is támogatta, és kollégáinak is ajánlotta az eljárást. Leveleiben az akupunkturához hasonlítja a módszert. A módszerről készült könyv 1916-ig 16 kiadást ért meg. Ma is az elismert terápiás eljárások közé sorolják.[49]
- Bates módszer. Dr William Horatio Bates 1860-1931. Sebész orvosként végzett 1885-ben. 1920-ban jelentette meg könyvét „Jól látni szemüveg nélkül” címmel (USA 1920, Németo. 1999). A kortárs szemészet eredményeit aggasztónak találta, ezért újabb hatékonyabb módszereket keresett. Eredményeit, megfigyeléseit a könyvein kívül öt pontból álló, forradalminak számító megállapításba sűrítette:

1.  „A szemgolyó formája nem merev, hanem rugalmas. A külső izmok, amelyek a szemmozgásokat irányítják, a szemgolyó alakját is változtatják.” 
2. „A lencsét beállító ciliáris izom szerepe másodrangú. A legfontosabb funkció, mely a szemmozgások pontosságát és a gyújtópontot meghatározza, a központi koncentrálás képessége.”
3. „A központi koncentrálás elvesztése mindig a túlerőltetésre vezethető vissza. A rossz látás javul, ha a központi koncentrálási képességet erősítjük, ez pedig visszaállítja az izmok normális koordinációját.”
4. „Minden arra irányuló közvetlen kísérlet, hogy lássunk, fokozza a megerőltetést és csökkenti a látásképességet.”
5. „A megfeszítést nem a rossz látás okozza. Ellenkezőleg: a túlerőltetés és stressz okozza a rossz látást.”

A kiadvány sok embernek segített visszaszerezni az élesebb látását. Az orvosi szervezetek vezetői azonban nem örültek e könyv sikerének, és kiharcolták, hogy Bates orvosi működési engedélyét visszavonják. Bates évekig a N.Y. Postgraduate Medical School and Hospital ophtalmológiai docense, és több iskola, pl. a Rochester és a New York City School orvosi tanácsadója is volt. 1907 től 1922 -ig több klinikát vezetett, pl. a Harlem Hospitalt is. Itt ismerkedett meg Emily Libermannal, akit feleségül vett.
Bálinger Antal vasesztergályos, egyik reggel az arca előtt maradt ujsápapíron át a nyomdagép által ejtett apró nyíláson keresztül, (mindkét szemére félig vakon) arra figyelt fel, hogy a fali óra számlapját élesen látja. Azonnal elkészített magának egy sötét lapokkal takart, középen lyukas szemüveget. Ötletéből 1972-ben szabadalmaztatott egy "látásjavító és szemvédő" elnevezésű szemüvegszerű készüléket. Ez a készülék két nyílással és a szemtávolság illesztésére excenter lappal rendelkezett. 2000.-ben a G.V.H. egyik vizsgálatának következményeként az egyik pontrácsos változatot, illetve a gyártót egy orvosi bizottság a kereskedelmi hirdetés tartalmi viszonylatában elmarasztalta. Az egyébként végtelenül egyszerű készülék és változatai ma sem olcsók.
- Karizmatikus gyógyítás (gyógyítás imával)
- Lárvaterápia
- Fém kolloidos terápia[53]
- Szegmentterápia (ingerválasz: vizeletterápia, saját-vér kezelés, 
növényi áthangoló szerek...stb)

## Ismertebb alternatív diagnosztikai módszerek
- Szubjektív és Objektív tünetek értelmezése, kommunikatív elemzés
- Inga-diagnosztika, pálca-diagnosztika.[54][55]
- Optikai alapú vizsgálatok. Nyelv, bőr, köröm vizsgálata
- Antropozófiai elvű diagnosztika és gyógyítás
- Asztrológia alapú diagnosztika[56]
- Íriszdiagnosztika, sclerológia[57]
- Alkalmazott kineziológia[58]
- Arcdiagnosztika[59][60]
- Grafológia-diagnosztika[61] – rajz‑elemzés grafomnézis[62]
- Haj speciális vizsgálata[63]
- Pulzusdiagnosztika[64][65]
- Antioxidáns hatás mérése.
- Infrakamerás fényképezés (hőfénykép készítése)[66]
- Számítógéppel segített diagnosztikai technikák. 
Biorezonanciás változatban és statisztikai adatokból 
összeállított szoftverek.

## Lásd még
- Alternatív gyógymód